# Готтун
Готтун (нім. Gotthun) — громада в Німеччині, розташована в землі Мекленбург-Передня Померанія. Входить до складу району Мекленбургіше-Зенплатте. Складова частина об'єднання громад Ребель-Мюріц.
Площа — 10,00 км2. Населення становить 327 ос. (станом на 31 грудня 2020).